# La casa de papel
La Casa de Papel (română Fabrica de bani, engleză Money Heist) este un serial de televiziune spaniol, genul thriller, creat de Álex Pina pentru postul spaniol de televiziune Antena 3. Serialul este serie limitată și a fost difuzat pe durata unui sezon în 10 părți. A avut premiera pe 2 mai 2017 și s-a încheiat în 3 decembrie 2021. A continuat cu partea a 3-a și partea a 4-a, ultimele 2 părți au fost realizate după ce Netflix a cumpărat serialul. Distribuție: Úrsula Corberó ca "Tokyo", Alvaro Morte ca "El Profesor", Paco Tous ca "Moscú", Alba Flores ca "Nairobi" și Anna Gras ca "Mercedes". Pe 25 decembrie, prima parte a sezonului 1 a fost adăugată catalogului internațional Netflix, dar sezonul a fost reeditat în așa fel încât să aibă 13 episoade în loc de 9 episoade  câte avea inițial.

## Povestea
Un om misterios, care se numește El Profesor („Profesorul”), planifică cea mai mare lovitură dată vreodată. Pentru a realiza planul ambițios, recrutează o bandă de opt persoane cu anumite abilități care nu au nimic de pierdut. Scopul este acela de a intra în Monetăria Regală a Spaniei, astfel încât să poată tipări 2,4 miliarde de euro. Pentru a face acest lucru, au nevoie de unsprezece zile de izolare, timp în care vor trebui să se ocupe de șaizeci și șapte de ostatici și de forțele de elită ale Poliției. În partea a 3-a, banda se reunește pentru a salva un membru capturat, de data aceasta ținta fiind Banca Națională a Spaniei.

## Distribuția
- Úrsula Corberó în rolul Tokio
- Itziar Ituño în rolul Raquel Murillo(Lisabona)
- Álvaro Morte în rolul El Profesor
- Paco Tous în rolul Moscú
- Alba Flores în rolul Nairobi
- Miguel Herrán în rolul Río
- Pedro Alonso în rolul Berlín
- Kiti Mánver în rolul mama lui Raquel
- Enrique Arce în rolul Arturo Román
- María Pedraza în rolul Alison Parker
- Anna Gras în rolul Mercedes
- Fernando Soto în rolul Ángel
- Darko Perić în rolul Helsinki
- Juan Fernández în rolul Coronel Prieto
- Jaime Lorente în rolul Denver
- Fran Morcillo în rolul Pablo
- Esther Acebo în rolul Mónica Gaztambide(Stockholm)
- Clara Alvarado în rolul Ariadna
- Najwa Nimri în rolul Alicia Sierra [6]

Netflix a achiziționat drepturile de difuzare a spectacolului și a distribuit prima parte a sezonului pe serviciul lor de streaming pe 25 decembrie la nivel mondial. Totuși, în loc să mențină numărul inițial de 9 episoade și 70 de minute al fiecărui episod din sezon, a fost tăiat în 13 episoade diferite, fără titlu. Fiecare dintre episoade a fost limitat la 40-50 de minute.

## Prezent

### Adaptare sud-coreeană
În noiembrie 2020, Netflix a anunțat că va crea o adaptare sud-coreeană a emisiunii. Producția din 12 părți, intitulată Money Heist: Korea - Joint Economic Area, va fi o colaborare între BH Entertainment și Contents Zium, regizat de Kim Hong-sun.  Producția a fost amânată din cauza pandemiei COVID-19 în Coreea de Sud.

### Seria spin-off
În noiembrie 2021, Netflix a anunțat că va crea un serial spin-off intitulat Berlin, care urmează să fie lansat în 2023.